# Rajsamand
Rajsamand är en stad i delstaten Rajasthan i nordvästra Indien. Den är administrativ huvudort för distriktet Rajsamand och hade cirka 70 000 invånare vid folkräkningen 2011. Staden är belägen nära Rajsamandsjön, en konstgjord sjö från 1600-talet. 